# 1740
1740 (MDCCXL) fue un año bisiesto comenzado en viernes según el calendario gregoriano.

## Acontecimientos
- 16 de marzo: en la playa de Benidorm (España) se halla la Virgen del Sufragio.
- 31 de mayo: Federico II se convierte en rey de Prusia.
- 3 de agosto: en Chile, José Antonio Manso de Velasco funda la aldea de San Felipe el Real.
- 17 de agosto: en Roma (Italia), el cardenal Próspero Lambertini es elegido papa. Escoge el nombre de «Benedicto XIV».
- 20 de octubre: en Austria, María Teresa I se convierte en archiduquesa.

## Nacimientos
- 2 de mayo: Pedro Aranaz, compositor español (f. 1820).
- 2 de junio: marqués de Sade (Donatien Alphonse François), escritor y filósofo francés (f. 1814).
- 24 de junio: Juan Ignacio Molina, botánico chileno (f. 1829).
- 10 de septiembre: Nicolau Tolentino de Almeida, poeta portugués (f. 1811).
- 21 de septiembre: Mateo Pumacahua, militar indígena peruano (f. 1815).
- 25 de septiembre: Hercules Mulligan, sastre y espía irlandés (f. 1825).
- Tomás Katari, líder quechua (f. 1781).

## Fallecimientos
- 5 de enero: Antonio Lotti, compositor italiano (n. 1667).
- 6 de febrero: Clemente XII, papa italiano (n. 1652).
- 29 de febrero: Pietro Ottoboni, cardenal y mecenas italiano (n. 1667).
- 9 de mayo: Juan Bautista de Anza I, militar y explorador español (n. 1693).
- 31 de mayo: Federico Guillermo I, rey de Prusia (n. 1688).
- 16 de julio: Mariana de Neoburgo, reina consorte española (n. 1667).
- 20 de octubre: Carlos VI de Alemania, emperador del Sacro imperio romano-germánico entre 1711 y 1740 (n. 1685).
- 28 de octubre: Ana de Rusia, Zarina de Rusia (n. 1693).
- John Senex, cartógrafo Inglés. (n. 1678)